# Садовский, Богдан Игоревич
Богдан Игоревич Садовский (бел. Багдан Ігаравіч Садоўскі; род. 1 августа 1999, Мозырь, Гомельская область) — белорусский футболист, полузащитник.

## Карьера

### Начало карьеры
Футболом начал заниматься в родном Мозыре, затем некоторое время пробыл в структуре клуба ПМЦ-Поставы. В 2015 году стал игроком дублирующего состава мозырской «Славии». Стал одним из ключевых игроков резервной команды мозырского клуба. В конце 2016 года футболист получил серьёзную травму разрыва крестообразных связок и выбыл из распоряжения клуба на срок порядка 10 месяцев.

### «Динамо» Брест
В августе 2017 году футболист перешёл в брестского «Динамо», с которым подписал контракт, рассчитанный до конца 2019 года. В составе брестского клуба футболист также стал игроком дублирующего состава. В июле 2018 года футболист стал подтягиваться к играм с основной командой. Дебютировал за клуб 16 июля 2018 года в матче против солигорского «Шахтёра», выйдя на замену на 75 минуте. Сыграл за клуб в 2 матчах и в августе 2018 года перешёл в «Энергетик-БГУ». Однако футболист сразу же после перехода футболист снова получил травму разрыва крестообразных связок, только уже на другой ноге и затем покинул клуб.

### «Сморгонь»
В июле 2019 года футболист пополнил ряды «Сморгони». Дебютировал за клуб 20 июля 2019 года в матче против пинской «Волны», выйдя на замену на 76 минуте. Начинал сезон футболист как игрок замены. Свой дебютный гол за клуб забил 28 сентября 2019 года в матче против новополоцкого «Нафтана». Закончил сезон со своим единственным забитым голом на 14 позиции в чемпионате и вскоре покинул клуб.

### «Рух» Брест
В марте 2020 года футболист присоединился к брестскому «Руху», подписав контракт до конца сезона. Сезон футболист начал со скамейки запасных. Дебютировал за клуб 17 мая 2020 года в матче против «Смолевичей», появившись на поле  на 75 минуте. Первым результативным действием за клуб отличился 12 июля 2020 года в матче против «Энергетика-БГУ», отдав голевую передачу. По окончании сезона футболист покинул клуб. В июле 2021 года футболист вернулся в «Сморгонь», однако успел сыграть за клуб несколько матчей за дублирующий состав и затем покинул его.